# Pandekten

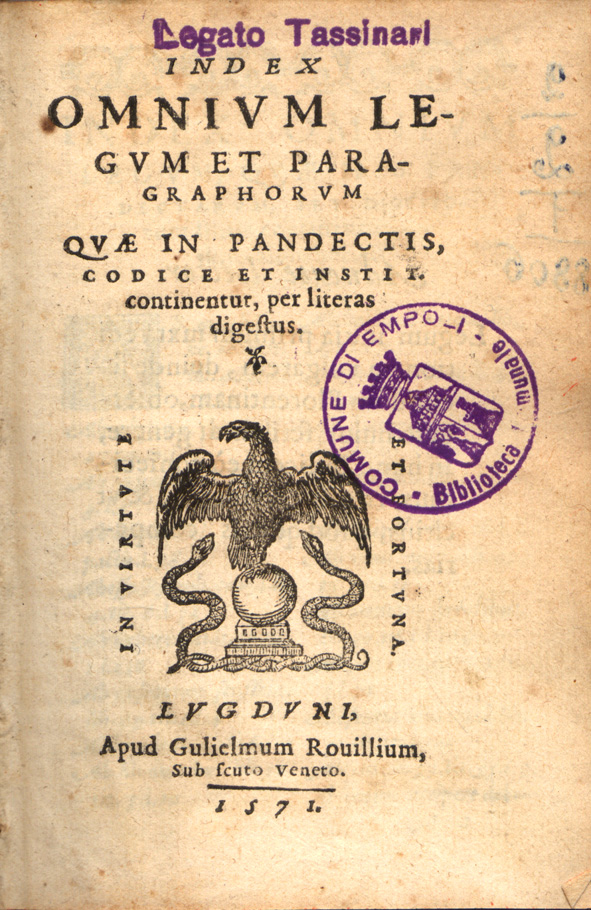
Index omnium legum et paragraphorum quae in Pandectis, Codice et Instit[utionibus] continentur, per literas digestus.
(„Verzeichnis aller Gesetzestexte und Paragraphen, die in den Pandekten, im Codex und in den Institutionen [= Lehrbuch] enthalten sind, alphabetisch geordnet“.)
Lyon 1571.

Die Pandekten (von altgriechisch πανδέκται pandéktai, deutsch ‚Allumfassendes‘; lateinisch pandectae), auch Digesten (von lateinisch digesta ‚Geordnetes‘), sind eine im Auftrag des oströmischen Kaisers Justinian zusammengestellte spätantike Kompilation der Jurisprudenz der Rechtsgelehrten der klassisch-römischen Kaiserzeit. Jede der einzelnen juristischen Schriften nennt ihre Quelle in einer Inskription. Diese dienten dem fortgeschrittenen Rechtsunterricht, nachdem die Institutionen als Anfängerlehrbuch absolviert waren.
Die Pandekten waren ein Bestandteil des iustinianischen Gesamtrechtswerkes, des Corpus iuris, der seit der Zeit des Humanismus Corpus iuris civilis genannt wird. Zusammen mit dem Codex Iustinianus und den Institutionen sind sie die wichtigste Textquelle für das römische Recht. Justinian ließ zuvor alle klassischen Rechtstexte sammeln und nach Auswahl übernehmen und interpolieren. Danach stattete er sie mit Gesetzeskraft aus. Dogmatische Fragestellungen und die Unvollständigkeit der Texte, bedingt durch die Auswahl, wurden zugunsten isagogischer Zwecke bewusst zurückgestellt.
Im 19. Jahrhundert wurde in Deutschland die Pandektenwissenschaft entwickelt. Die Aufgliederung juristischer Sachthemen erfolgte dabei – dem System der Pandekten folgend – in der Unterscheidung der Bücher nach Schuld- (Obligationen), Sachen-, Familien- und Erbrecht. Dieser methodische Ansatz lag der Entwicklung und Ausarbeitung des deutschen BGB zugrunde.

## Anlass und Entstehung
An den Gerichten war erhebliche Rechtsunsicherheit entstanden, weil die Parteien als Rechtsadressaten aus den umlaufenden Juristenschriften selbst aussuchten, welche Texte zur Begründung ihres Anliegens sie im Prozess für sich sprechen lassen wollten. Um ausufernden Parteienvorträgen vorzubeugen, gab es zwar etablierte Regeln für die kontroversen Diskussionen (Juristenhierarchie). Da grundsätzlich aber eher Verwirrung als Rechtsfrieden daraus erwuchs, wollte Justinian diese Praxis mit seiner mächtigen Bürokratie beenden und die zukünftigen Maßgaben selbst stellen. Dazu benötigte der Kaiser ein strukturiertes, komprimiertes, klar formuliertes und in sich widerspruchsfreies sowie um alle durch Bezugnahmen entstandene Wiederholungen bereinigtes Rechtskompendium. Ein solches galt es zu schaffen.
Im Dezember 530 wurde auf Veranlassung von Kaiser Justinian eine Digestenkommission eingesetzt durch die Konstitution Deo auctore. Den Vorsitz nahm für das gesamte justinianische Gesetzgebungswerk der Quaestor sacri palatii (Justizminister) Tribonianus ein. Bei seiner Arbeit unterstützten ihn kaiserliche Verwaltungsbeamte, Anwälte der hauptstädtischen Gerichte und römisch-griechische Rechtslehrer (antecessores), die an den Rechtsschulen von Beirut (Berytos) beziehungsweise Konstantinopel lehrten, Dorotheos und Theophilos. Zur Kompilation wählten sie Juristenschriften aus der Zeit des 1. Jahrhunderts v. Chr. bis ins 3. Jahrhundert n. Chr. aus, dem Umfang nach waren dies 2000 Werke (libri), die es zu komprimieren galt. Zur Angabe der Herkunft wurden Inskriptionen gefertigt. Ein vorangestelltes Werkverzeichnis, der Index Florentinus gibt darüber Auskunft, welche Bücher verwendet wurden. Die in einen neuen Zusammenhang gestellten Werke lieferten letztlich 50 Bücher. Der Name digesta leitet sich von Vorbildern der Rechtsliteratur ab, noch umfassender lautete er aus dem Altgriechischen πανδέκτης (pandéktēs/pandektai). Den Nutzen seiner Arbeit ließ Justinian schon vor der Zusammenstellung der Kommission durch eine in die Gesetzesarbeit nicht involvierte Konstitutionengruppe erklären (constitutiones ad commodum propositi operis pertinentes).
Ende 533 konnten die Digesten in Konstantinopel promulgiert werden. Verfasst sind sie in Latein, das selbst im überwiegend griechisch geprägten Osten des geteilten Reichs noch immer die Rechts- und Verwaltungssprache war. Einen Versuch, ihre Entstehung und die Arbeitsweise der Juristen Justinians zu erklären, bietet die Bluhm’sche Massentheorie. Danach seien zu den Ediktsmassen von Sabinus und Papinian – in eigens gebildeten Unterausschüssen – die Textauszüge gefertigt worden; anschließend seien diese in Plenarsitzungen der Gesamtkommission koordiniert worden. Andere Ansätze verfolgt die Prädigesten-Theorie, ausgehend davon, dass es private Vorläufersammlungen gab.
Justinian erließ im Nachgang eine Ordnung zur Gestaltung des Rechtsunterrichts, die vorsah, dass für das Studium fünf Jahre zu veranschlagen waren. Den Studenten war verboten, Vergleiche zwischen dem Digestentext und den originalen Schriften anzustellen.

## Gliederung und Zitierweise
Die 50 Bücher der Digesten unterteilen sich in Titel (tituli). Jeder Titel behandelt ein Thema. So handelt zum Beispiel der erste Titel des 41. Buches vom Eigentumserwerb (De adquirendo rerum dominio), der erste Titel des 17. Buches vom Auftrag ([De actione] Mandati vel contra). Die Titel gliedern sich in Fragmente, auch leges genannt. Da diese zum Teil sehr lang sind, wurden sie im Mittelalter in Paragraphen (Abschnitte) unterteilt. Dabei wird der Eingangsabschnitt einer lex als principium (lat. für „Anfang“) bezeichnet und mit pr. abgekürzt, erst der folgende Abschnitt ist Paragraph 1 (§ 1).
Im Mittelalter teilte man die Digesten in vier Teile ein: das Digestum vetus (Buch 1 bis Buch 24. tit. 2), das Infortiatum (Buch 24 tit. 3 bis Buch 35 tit. 2 § 82), die Tres partes (Buch 35 tit. 2 § 83 bis Buch 38) und das Digestum novum (Buch 39–50).
Eine Digestenstelle zitiert man heute (im Mittelalter zitierte man ganz anders) in der Regel mit vier Zahlen. Die erste Zahl bezeichnet das Buch, die zweite den Titel, die dritte die lex und die vierte den Paragraphen. „D. 17,1,26,3“ meint daher Paragraph 3 der lex 26 im 1. Titel des 17. Buches der Digesten. Der Eingangspassus einer lex, auf den Paragraph 1 folgt, wird nach wie vor mit pr. (für principium) angegeben, beispielsweise: D. 47,2,67 pr.

## Inhalt

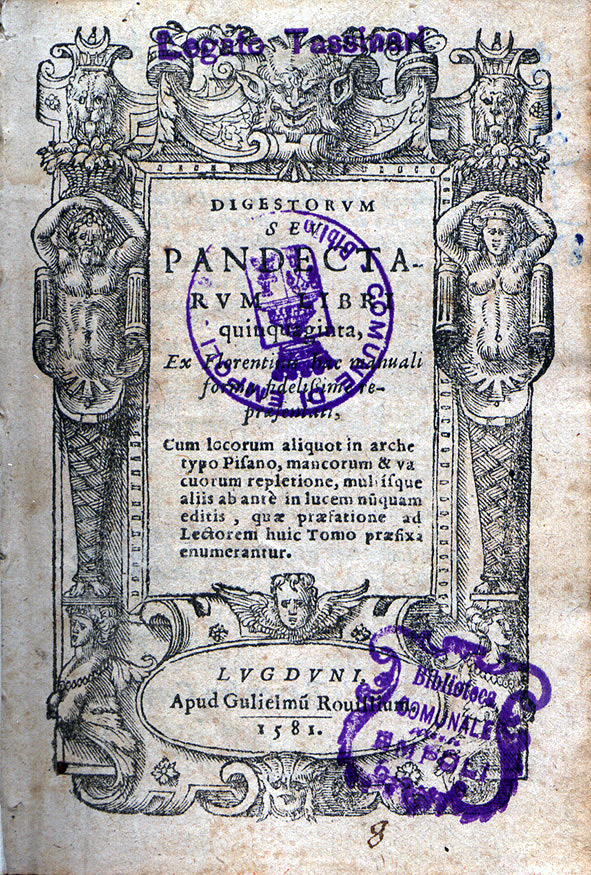
Digestorum seu Pandectarum libri quinquaginta („Fünfzig Bücher der Digesten oder Pandekten“). Lyon 1581.

Die Digesten enthalten, zusammen mit dem Codex Iustinianus und den Institutiones, das gesamte Privatrecht und jene Teile des Strafrechts, die ab 533 im Römischen Reich, d. h. vor den Eroberungen Justinians zunächst faktisch nur im Osten, gelten sollten. Das Werk schlossen die Novellae ab, die – da nicht offiziell kompiliert – wohl erstmals in den Rechtswerken des Authenticum und der Epitome Iuliani erschienen.
Justinian lag daran, dass das geltende Recht des 6. Jahrhunderts im Kern mit dem klassischen Recht übereinstimmen sollte, wie es sich vor allem bis zum 3. Jahrhundert herausgebildet hatte. Dieses Ziel versuchte er zu erreichen, indem in den Digesten die Schriften älterer römischer Juristen gesammelt und nach inhaltlichen Gesichtspunkten geordnet wurden. Dabei verwendete man Auszüge aus Schriften unterschiedlichen Charakters und von Juristen, die zu unterschiedlichen Zeiten gelebt hatten. So stammt die lex 1 des Titels 17,1 Mandati vel contra von dem Juristen Paulus, der zu Beginn des 3. Jahrhunderts lebte; die lex 2 stammt vom Juristen Gaius, der in der Mitte des 2. Jahrhunderts wirkte; die lex 6 stammt von Ulpian, einem Zeitgenossen des Paulus; die lex 30 etwa stammt von Julian, der im Jahr 148 Konsul war.

## Interpolationen
Bei dieser Vorgehensweise musste freilich der Inhalt der Auszüge teilweise geändert werden. Wiederholungen und Widersprüche in den Schriften, deren Verfasser ebenso häufig voneinander abgeschrieben wie Meinungsstreitigkeiten erzeugt hatten, waren zu streichen. Und natürlich konnte das Recht des 1. Jahrhunderts v. Chr. allen klassizistischen Tendenzen zum Trotz nicht einfach im 6. Jahrhundert n. Chr. gelten; so galt es, entsprechende Anpassungen vorzunehmen: Von Bedeutung waren die Tilgung der mancipatio und der fiducia, jeweils ersetzt durch die traditio und pignus.
Damit enthält ein Fragment Julians, wie wir es in den Digesten finden, nicht zwingend den Text, den Julian im 2. Jahrhundert n. Chr. verfasst hatte. Will man nicht wissen, was aufgrund der Digesten in der ausgehenden Spätantike als Recht gelten sollte, sondern fragt man, was Julian selbst geschrieben hat bzw. welches Recht im 2. Jahrhundert in Rom galt, so steht man deshalb vor dem Problem, welche bewussten Textänderungen die Juristen Justinians am Originaltext Julians vorgenommen haben. Solche bewussten Textänderungen sind die Interpolationen. Noch komplizierter wird die Gewinnung des Textes Julians, wenn man überdies die Annahme fallen lässt, den Juristen Justinians habe nach 400 Jahren und nach vielfachen Abschreibungen und Kommentierungen des Textes tatsächlich noch das Original des Textes Julians vorgelegen.
Noch Anfang des 20. Jahrhunderts ging die Forschung davon aus, dass die zugrundeliegenden Originaltexte sehr beträchtlich interpoliert worden seien, sodass die Digesten einen anderen Geist ausstrahlten als die Klassik des Prinzipats. Dem wird in der heute vorherrschenden Lehre widersprochen, denn nicht Inhalt und Sprachgebrauch seien Veränderungen unterworfen worden, sondern Formfragen (Kürzungen, Aufhebung von Kontroversen und Widersprüchen, Aufhebung von Recht).

## Überlieferung
Die Digesten sind uns heute vor allem durch die florentinische Prachthandschrift der Littera Florentina überliefert, die als eine der ersten der ins ganze Reich versendeten Abschriften der byzantinischen Urschrift der Digesten gilt. Im Gegensatz zu den anderen erhaltenen Digestenhandschriften, die aus dem Hochmittelalter stammen, datiert sie aus dem 6. Jahrhundert. Im Hochmittelalter wurde die Handschrift gemeinsam mit dem Codex Iustinianus in Italien wiederentdeckt und entfaltete erhebliche Wirkung.
Die für den griechischsprachigen Unterricht gefertigten Paraphrasen liegen sind nur in Fragmenten überliefert, meist im Zusammenhang mit den Scholien zu den Basiliken. Die Scholien sind sehr umfangreich und von einer Vielzahl von Antezessoren gefertigt worden, sodass der Einblick in den Rechtsunterricht einigermaßen zuverlässig ist. Eine sehr ausführliche Paraphrase in Griechisch stammt vom Rechtslehrer Stephanos, der ausweislich der Scholien reichhaltig auch eigene Fazits zusammenfasste, sodass sein Werk zur bedeutendsten Indexvorlesung zu den Digesten avancierte.

## Fortwirkung

Hermann Knackfuß: Überreichung der Pandekten an Kaiser Justinian (Entwurf für ein Wandgemälde im Gerichtsgebäude in Kassel, 1891)

Die Wiederentdeckung der Digesten im 11. Jahrhundert führte zu europaweiten Bestrebungen, das gültige Recht zu verschriftlichen.
Ab dem 17. Jahrhundert wurde die bis dahin weitgehend unbestrittene Gültigkeit der Pandekten durch eine Reihe von Gelehrten verstärkt diskutiert.
Im 19. Jahrhundert wurde der Inhalt der Pandekten selbst genauer erforscht. Dabei kam man von der Verbindung von Pandekten und Naturrecht ab und erreichte in der Rechtswissenschaft einen hohen Abstraktionsstand.
Das Allgemeine Bürgerliche Gesetzbuch (ABGB) mit dem institutionensystematischen Ansatz und das BGB (pandektistischer Ansatz) sind unter anderem Ergebnis der Pandektenwissenschaft dieser Zeit.